# سفارة البرازيل في الأرجنتين
سفارة البرازيل في الأرجنتين هي أرفع تمثيل دبلوماسي لدولة البرازيل لدى الأرجنتين. تقع السفارة في بوينس آيرس وهي تهدف لتعزيز المصالح البرازيلية في الأرجنتين.

## وصلات خارجية
- قائمة سفارات البرازيل
- قائمة السفارات في الأرجنتين